# Östersjön, Södermanland
Östersjön är en våtmark, tidigare sjö i Eskilstuna kommun i Södermanland och ingår i Norrströms huvudavrinningsområde.